# Pseudautomeris porus
Pseudautomeris porus är en fjärilsart som beskrevs av Jean Baptiste Boisduval 1875. Pseudautomeris porus ingår i släktet Pseudautomeris och familjen påfågelsspinnare. Inga underarter finns listade i Catalogue of Life.